# Kline Township
Kline Township ist ein Township im Schuylkill County im Bundesstaat Pennsylvania in den USA. Das U.S. Census Bureau hat bei der Volkszählung 2020 eine Einwohnerzahl von 1.470 ermittelt.

## Geographie
Der Ort liegt 10 Kilometer nördlich von Tamaqua und acht Kilometer südlich von Hazleton. Die nächstgelegene größere Stadt ist Wilkes-Barre, die sich in einer Entfernung von etwa 40 Kilometern im Norden befindet. Der Interstate-81-Highway führt mitten durch Kline Township.

## Geschichte
Der Name des Ortes wurde im Jahr 1873 zu Ehren des Richters Jacob Kline gewählt. Aufgrund reichhaltiger Anthrazitkohlevorkommen wurde bereits 1856, also vor der offiziellen Gründung Kohle gefördert. Ein wichtiger Arbeitgeber ist auch heute noch die Northeastern Power Company, die in Kline Township ein mit heimischer Kohle befeuertes Kraft-Wärme-Kopplungs-Kraftwerk betreibt. Es ist geplant, das Werk um eine Solaranlage zu erweitern.

## Demografische Daten
Im Jahr 2010 wurde eine Einwohnerzahl von 1438 Personen ermittelt. 30,1 % der heutigen Einwohner sind italienischen Ursprungs. Weitere maßgebliche Einwanderungsgruppen während der Anfänge des Ortes kamen zu 22,1 % aus Polen, zu 9,3 % aus Irland, zu 8,9 % aus der Slowakei und zu 8,6 % aus Deutschland.